# (16466) Piyashiriyama
(16466) Piyashiriyama est un astéroïde de la ceinture principale.

## Description
(16466) Piyashiriyama est un astéroïde de la ceinture principale. Il fut découvert le 29 mars 1990 à Kitami par Kin Endate et Kazuro Watanabe. Il présente une orbite caractérisée par un demi-grand axe de 2,68 UA, une excentricité de 0,12 et une inclinaison de 12,0° par rapport à l'écliptique.

## Compléments